# Ted Ligety
Ted Ligety (n. 31 august 1984, Salt Lake City, Utah, SUA) este un schior alpin ce a reprezentat Statele Unite ale Americii, medaliat olimpic. A participat la 4 ediții ale Jocurilor Olimpice (2006, 2010, 2014, 2018) în care a câștigat două medalii de aur.